# 開口具
開口具（かいこうぐ）とは、口を開いたまま固定する道具。医療器具として用いられると同時に、BDSMにおいて口枷としても用いられる。

## 医療器具としての開口具
アングルワイダー、マウスワイダーと呼ばれ、歯科治療や咽喉部の治療に用いられる。あまり目にすることは少ない。簡易な合成樹脂製のアングルワイダーは薬局等でも取り扱っている。アングルワイダーは口を左右に広げるものであり、ちょうど子どもが口の端を両手で広げた顔（いわゆる「イーッ」の状態）のようになる。これは口内炎の治療や虫歯の確認、歯磨きの補助などに用いる、唇を広げるものである。マウスワイダーは口そのものを広げるために金属製のものが多く構造もしっかりしている。こちらはかつて手術などに用いられたが、現在では樹脂製の使い捨てタイプに移行している。

## 責め具としての開口具
アングルワイダーが、顔を変形させることから鼻フックのように顔面変形を好むサディストが好んで用いる。責め具としてのアングルワイダーは、両端に幅広の金属フックの付いた革ベルトであることが多い。これを付けられると顔が醜く歪み、涎が止まらなくなる。
マウスワイダーは金属製でネジもしくはラッチで固定できるものが多く、大きく口を広げたまま固定できるものがほとんどである。

## 構造
アングルワイダーは前述の通り、両端がフックになった、長さ調節可能な革ベルトであることが多い。医療用具としては衛生面から樹脂製の使い捨てタイプになっており、U字型が両端についたU字型のものが一般的である。大きなU字がバネの役目を果たし、両端のU字が口の端にはまるようになっている。各断面もU字型である。また、上下左右に広げることのできるマウスエキスパンダーも存在している。これはU字は上下左右に配され、それぞれがU字のバネとなる部分で接続されたものである。口の端と前歯に噛ませれば口は大きく開いたままとなる。
マウスワイダーは金属製のブリッジ（金属棒）を2つ配し、両端を金具で止めてあるものと、左右ばらばらなものがある。左右ばらばらなものは製図用具のディバイダのような形で奥歯に噛ませて広げるタイプである。どちらも歯に噛ませて、金属棒をネジまたはラッチで固定して用いる。人間の噛む力は予想以上に強いためそのままでも外れる心配は少ないが、責め具としてのマウスワイダーでは、後頭部にまわす革ベルトを付加するオリジナル商品もある。

## 用途と目的
こうした開口具の使用目的は口を開けっ放しにすることである。特に女性の場合は口を大きく開けることそのものに羞恥心を覚えることが多いので、医療用具として使う場合は口唇の擦過傷や精神的な不安に配慮する。
責め具として用いる場合はそれだけでも充分な責めとなるが、無防備な状態を活かして口の中を責めるのも効果的である。塩辛いもの、辛いものを舐めさせる、汚いものを舐めさせる、無理やり水や酒を飲ませる、舌を拘束する、などである。鼻フックを併用すればかなりの顔面変形ができるので、容姿に自信のある女性にはかなりの心理的責めとなる。

## 注意
唇を長時間開けたままにするため、口の端が炎症を起こすことがある。また、長時間圧迫された唇にも擦過傷ができる可能性があるため、着用させる時間と状態には注意が必要である。消炎剤を含んだ軟膏などを併用するとよい。